# 雷坝镇
雷坝镇，是中华人民共和国甘肃省陇南市礼县下辖的一个乡镇级行政单位。
2014年，甘肃省民政厅批复同意撤销雷坝乡，设立雷坝镇。

## 行政区划
雷坝镇下辖以下地区：
魏磨村、甘山村、前山村、其林村、祁谢村、朱雀村、郭陈村、芦滩村、坪头村、鱼池村、蒲陈村、苟坝村、关西村、清水村、清坪村和教面村。